# Wuzhen
Wuzhen (cinese semplificato: 乌镇; cinese tradizionale: 烏鎮) è una storica città della Cina, parte di Tongxiang, che si trova nel nord della provincia di Zhejiang, nella Repubblica popolare cinese. Si trova all'interno del triangolo formato da Hangzhou, Suzhou e Shanghai. Sorge su una superficie di 71,19 chilometri quadrati. Wuzhen ha una popolazione totale di 60.000 abitanti di cui 12.000 sono residenti.
È sito candidato Patrimonio dell'umanità dell'UNESCO.

## Località
Situata nel centro delle sei antiche città a sud del fiume Yangtze, che con i suoi canali crea una rete idrica perfetta nel sud della Cina, a 17 chilometri a nord della città di Tongxiang, Wuzhen racconta la sua storia attraverso i suoi ponti di pietra antichi, percorsi in pietra e sculture in legno. La città ha anche un ricco background culturale.

## La casa di Mao Dun
Originariamente costruita nella metà del XIX secolo, l'ex residenza di Mao Dun, scrittore e critico letterario cinese, anche il primo Ministro della cultura della Repubblica popolare cinese. È stata la casa di famiglia di Mao per molte generazioni. Nel 1984, l'edificio è stato ristrutturato e ampliato e l'apertura al pubblico è avvenuta un anno dopo. Nel 1994 è divenuta Museo.